# Egon Wisniowski
Egon Wisniowski est un footballeur belge d'origine polonaise né le 19 avril 1985. Il joue au poste de défenseur à Lommel United en D2 belge.